# Mulan Jameela
Mulan Jameela (ur. jako Raden Terry Tantri Wulansari 23 sierpnia 1979 w Garut) – indonezyjska piosenkarka i polityk. Była związana z duetem Ratu (2005–2007).

## Życiorys
Swój debiutancki album solowy, zatytułowany Kekal, wydała w 2000 roku. Płyta okazała się komercyjnym fiaskiem. Artystka stała się znana szerszej publiczności w 2005 roku, kiedy to dołączyła do żeńskiego duetu muzycznego Ratu, zastępując dotychczasową wokalistkę Pinkan Mambo. W formacji tej zadebiutowała pod pseudonimem artystycznym Mulan Kwok. Albumy Ratu sprzedawały się średnio w setkach tysięcy egzemplarzy.

## Dyskografia
Albumy solowe
- 2000: Kekal
- 2008: Mulan Jameela
- 2013: 99 Volume 1

Albumy z duetem Ratu
- 2005: Ratu & Friends
- 2006: No. Satu

Albumy kompilacyjne
- 2008: The Best Of Republik Cinta Artists Vol. 1
- 2009: D’Plong: Sensasi Rock’n’Dut
- 2009: The Best of Republik Cinta Artists Vol. II

Źródło: 